# Máriapócs megállóhely
Máriapócs megállóhely egy Szabolcs-Szatmár-Bereg vármegyei vasúti megállóhely, Máriapócs településen, a MÁV üzemeltetésében.
A megállóhely jegypénztár nélküli, nincs jegykiadás.
A város központjától mintegy 3 kilométerre délre helyezkedik el, az itt a vasútvonallal párhuzamosan húzódó 4911-es útnak a 4927-es és a 4929-es utakkal alkotott csomópontja mellett.

## Vasútvonalak
Az állomást az alábbi vasútvonalak érintik:
- Nyíregyháza–Mátészalka–Zajta-vasútvonal

## Kapcsolódó állomások
A vasútállomáshoz az alábbi állomások vannak a legközelebb:
- Kállósemjén vasútállomás (Nyíregyháza–Mátészalka–Zajta-vasútvonal)
- Nyírbátor vasútállomás (Nyíregyháza–Mátészalka–Zajta-vasútvonal)

## Forgalom
| Járat        | Útvonal | Gyakoriság |
| ------------ | --- | ---------- |
| személyvonat | Nyíregyháza – Nagykálló – Kállósemjén – Máriapócs – Nyírbátor – Nyírcsászári – Hodász – Nyírmeggyes – Mátészalka | Napi 4 pár |